# Ram Roy Bhaskar
Ram Roy Bhaskar (Teddington, 1944 – Leeds, 2014) foi um filósofo inglês mais conhecido como o iniciador do movimento filosófico do realismo crítico.